# Olympische Winterspiele 1988/Teilnehmer (Türkei)
| Gelbes Symbol für Goldmedaillen mit stilisierten Olympischen Ringen | Graues Symbol für Silbermedaillen mit stilisierten Olympischen Ringen | Braundes Symbol für Bronzemedaillen mit stilisierten Olympischen Ringen |
| ------------------------------------------------------------------- | --------------------------------------------------------------------- | ----------------------------------------------------------------------- |
| —                                                                   | —                                                                     | —                                                                       |

Die Türkei nahm an den Olympischen Winterspielen 1988 im kanadischen Calgary mit acht Athleten in zwei Sportarten teil.

## Flaggenträger
Der Skilangläufer Abdullah Yılmaz trug die Flagge der Türkei während der Eröffnungsfeier.

## Teilnehmer nach Sportarten

### Ski Alpin
| Männer - Yakup Kadri Birinci Slalom: 31. Platz Super-G: 44. Platz Riesenslalom: ausgeschieden - Ahmet Demir Slalom: 35. Platz Riesenslalom: 59. Platz - Göksay Demirhan Slalom: 36. Platz Super-G: 47. Platz Riesenslalom: 53. Platz - Resul Sare Slalom: 33. Platz Super-G: 43. Platz Riesenslalom: 55. Platz |

### Skilanglauf
| Männer - Erhan Dursun 15 km klassisch: 79. Platz 30 km klassisch: 84. Platz - Saim Koca 15 km klassisch: 76. Platz 30 km klassisch: 78. Platz - Fikret Ören 15 km klassisch: 78. Platz 30 km klassisch: 81. Platz - Abdullah Yılmaz 15 km klassisch: 77. Platz 30 km klassisch: 79. Platz |